# حبيب يوسف
حبيب يوسف (مواليد 14 ديسمبر 1995، لاعب كرة قدم إماراتي يجيد اللعب كمدافع مع نادي دبا الفجيرة الإماراتي.
لعب في نادي مصفوت ونادي حتا ونادي البطائح ونادي دبا الفجيرة.